# R6 (België)
De R6 is de grote ring van de Belgische stad Mechelen. Het tracé bestaat enkel ten noorden van de stad. De weg begint aan afrit 9 van de snelweg A1/E19, het afrittencomplex waar ook de N16 de snelweg dwarst en er op aansluit, en loopt tot aan de N15 ten oosten van Mechelen. Het traject telt (naast de aansluiting met de E19) vier ongelijkvloerse kruisingen en twee rotondes.

## Geschiedenis en beschrijving
De R6 werd in de jaren 1970-80 (±1982) aangelegd met 2x2 rijstroken met gelijkvloerse kruisingen, en eindigde na ongeveer 4,5 km op de Mechelsesteenweg in Sint-Katelijne-Waver. Daar gaf de weg directe toegang tot de Mechelse Veilingen en is daarmee een vrij belangrijke invalsweg voor de Groentestreek.
Het was toen reeds de bedoeling om de R6 door te trekken, maar door onzekerheid over de plannen kwam dit er niet van. Pas in de jaren 2000 kwam het project weer op tafel en werd uiteindelijk besloten om de R6 door te trekken tot de Putsesteenweg (N15). Ook zouden de gelijkvloerse kruisingen worden weggewerkt.
De eerste stap, tussen 2009 en 2011, was de vervanging van de gelijkvloerse kruising met de Heisbroekweg (N105) door een ongelijkvloerse met een brug voor de R6 en een rotonde eronder. De zuidelijke aansluiting (Donk) werd hierbij geknipt.
Daarna werd de R6 tussen 2012 en 2014 verlengd tot aan de N15 in Putte. Dit traject werd aangelegd met 2x1 rijstrook, met een rotonde met de Berlaarbaan en een op de eindkruising met de N15. De voorbereiding voor de verlenging, namelijk de ontbossing en het archeologisch onderzoek, werd gestart in februari 2012. Dit nieuwe gedeelte werd opengesteld voor het verkeer op 4 augustus 2014 (met uitzondering van het kruispunt met de Mechelsesteenweg).
Het derde project omvat het wegwerken van de twee resterende gelijkvloerse kruispunten; deze met de Antwerpsesteenweg (N1) en deze met de Liersesteenweg (N14). Vooral het kruispunt met de Liersesteenweg werd als prioritair beschouwd wegens de bouw van het Algemeen Ziekenhuis Sint-Maarten. Toch startten de werken pas medio 2017 en duren ze drie jaar, terwijl het ziekenhuis al in oktober 2018 opengaat. Er werd begonnen met het kruispunt met de Liersesteenweg, dat op 7 september 2018, net op tijd voor de opening van het ziekenhuis, werd opengesteld voor het verkeer. De bouw van de brug over het andere kruispunt is in maart 2019 begonnen. Op 30 april 2020 wordt de brug opengesteld voor het verkeer; nadien wordt nog verder gewerkt aan de aansluitingen en het kruispunt onder de brug. Op 6 juni kwam minister Lydia Peeters ter plaatse om de laatste hand te leggen waarop de ongelijkvloerse kruising opengesteld wordt.